# Comuna Letca, Sălaj
Letca este o comună în județul Sălaj, Transilvania, România, formată din satele Ciula, Cozla, Cuciulat, Lemniu, Letca (reședința), Purcăreț, Șoimușeni, Toplița și Vălișoara.

## Obiective turistice
- Biserica de lemn "Sfânta Maria" din Letca, construcție 1665, monument istoric
- Biserica "Sfinții Arhangheli" din Șoimușeni, construcție secolul al XIX-lea, monument istoric
- Biserica "Sfinții Arhangheli" din Toplița, construcție 1864, monument istoric
- Biserica "Adormirea Maicii Domnului" din Purcăreț, construcție secolul al XIX-lea, monument istoric
- Peștera cu picturi rupestre de la Cuciulat

## Demografie
Componența etnică a comunei Letca
     Români (89,54%)
     Romi (4,86%)
     Alte etnii (5,6%)
Componența confesională a comunei Letca
     Ortodocși (81,66%)
     Penticostali (6,34%)
     Greco-catolici (4,8%)
     Alte religii (2,03%)
     Necunoscută (5,17%)
Conform recensământului efectuat în 2021, populația comunei Letca se ridică la 1.625 de locuitori, în scădere față de recensământul anterior din 2011, când fuseseră înregistrați 1.846 de locuitori. Majoritatea locuitorilor sunt români (89,54%), cu o minoritate de romi (4,86%). Din punct de vedere confesional, majoritatea locuitorilor sunt ortodocși (81,66%), cu minorități de penticostali (6,34%) și greco-catolici (4,8%), iar pentru 5,17% nu se cunoaște apartenența confesională.

## Politică și administrație
Comuna Letca este administrată de un primar și un consiliu local compus din 11 consilieri. Primarul, Dorel Liviu Man[*], de la Partidul Social Democrat, este în funcție din 2012. Începând cu alegerile locale din 2024, consiliul local are următoarea componență pe partide politice:
|  | Partid                          | Consilieri | Componența Consiliului | Componența Consiliului | Componența Consiliului | Componența Consiliului | Componența Consiliului | Componența Consiliului |
|  | ------------------------------- | ---------- | ---------------------- | ---------------------- | ---------------------- | ---------------------- | ---------------------- | ---------------------- |
|  | Partidul Social Democrat        | 6          |                        |                        |                        |                        |                        |                        |
|  | Alianța pentru Unirea Românilor | 2          |                        |                        |                        |                        |                        |                        |
|  | Partidul Național Liberal       | 2          |                        |                        |                        |                        |                        |                        |
|  | Uniunea Salvați România         | 1          |                        |                        |                        |                        |                        |                        |

## Personalități născute aici
- Vasile Avram (n. 1940), scriitor și etnolog.
- Ezechel Suciu (n.1949), matematician, pastor, scriitor

## Imagini

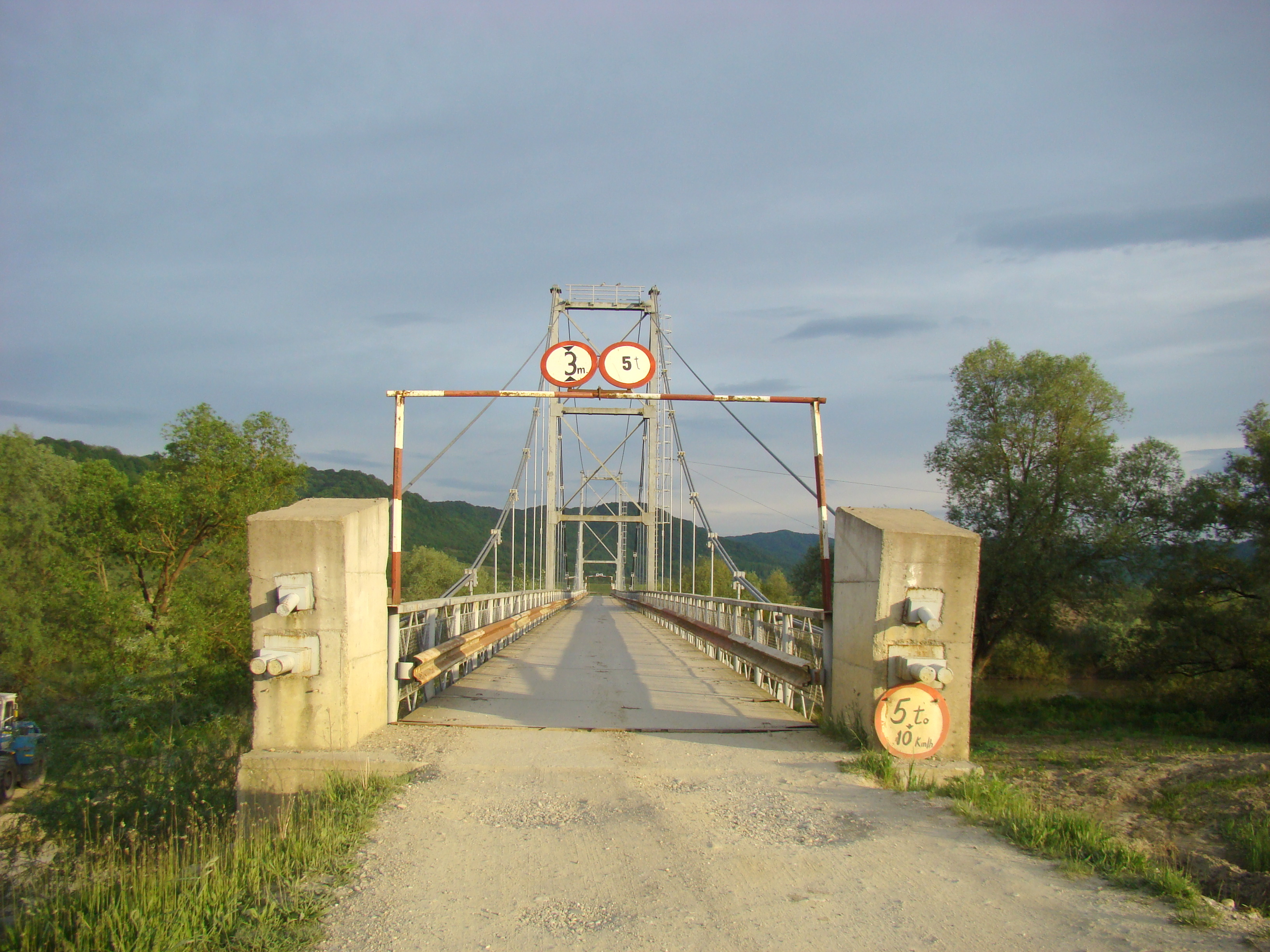
Podul peste râul Someș
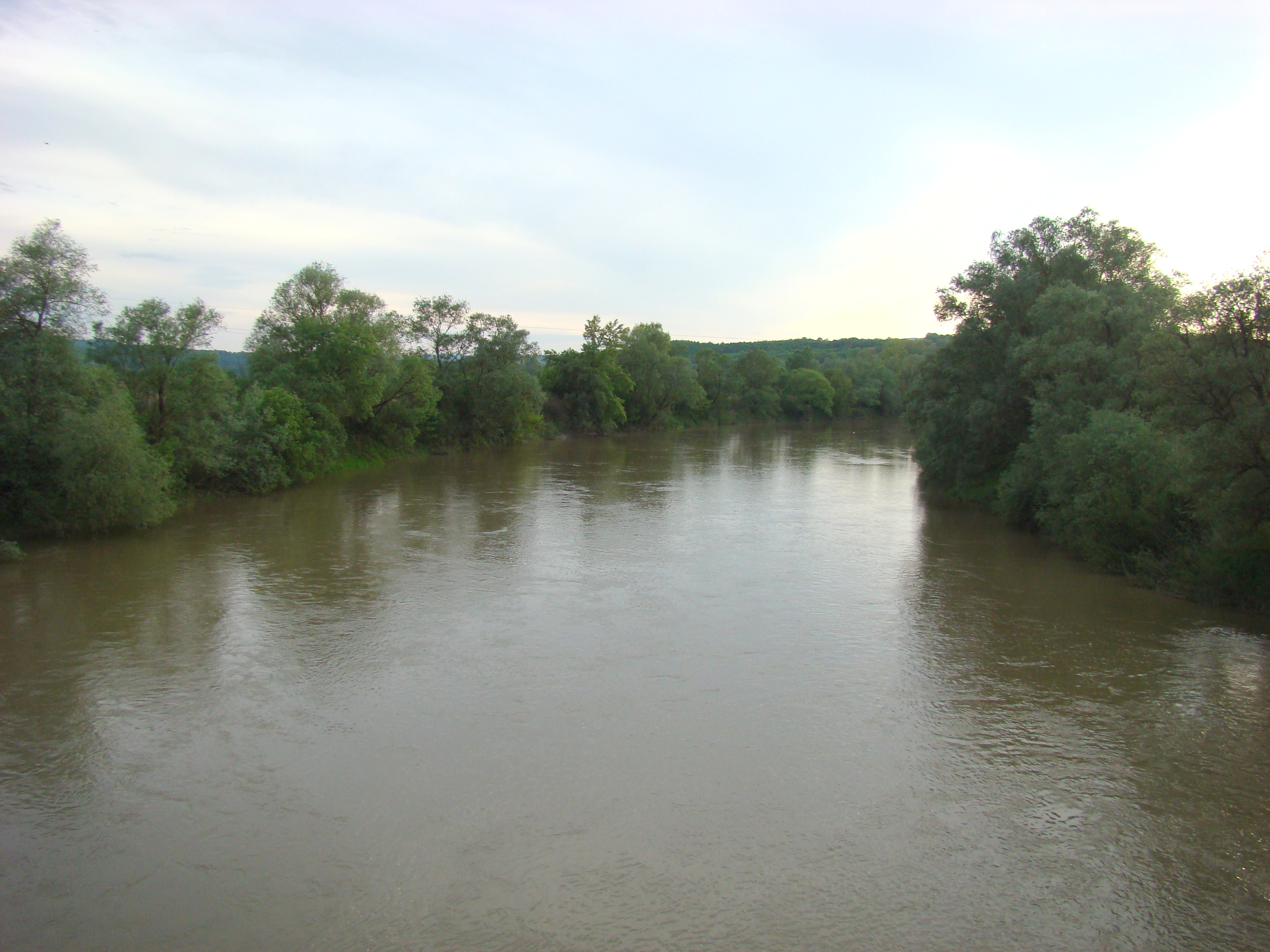
Râul Someș la Letca
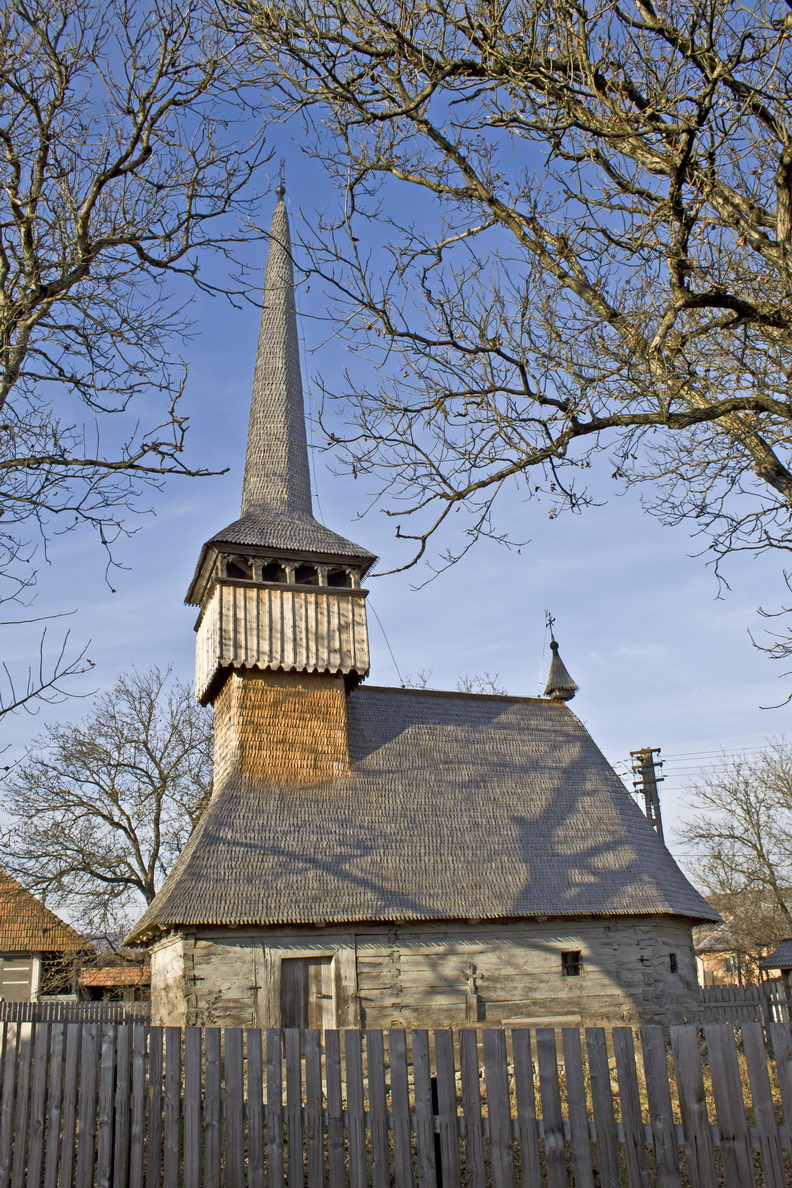
Biserica de lemn din Letca
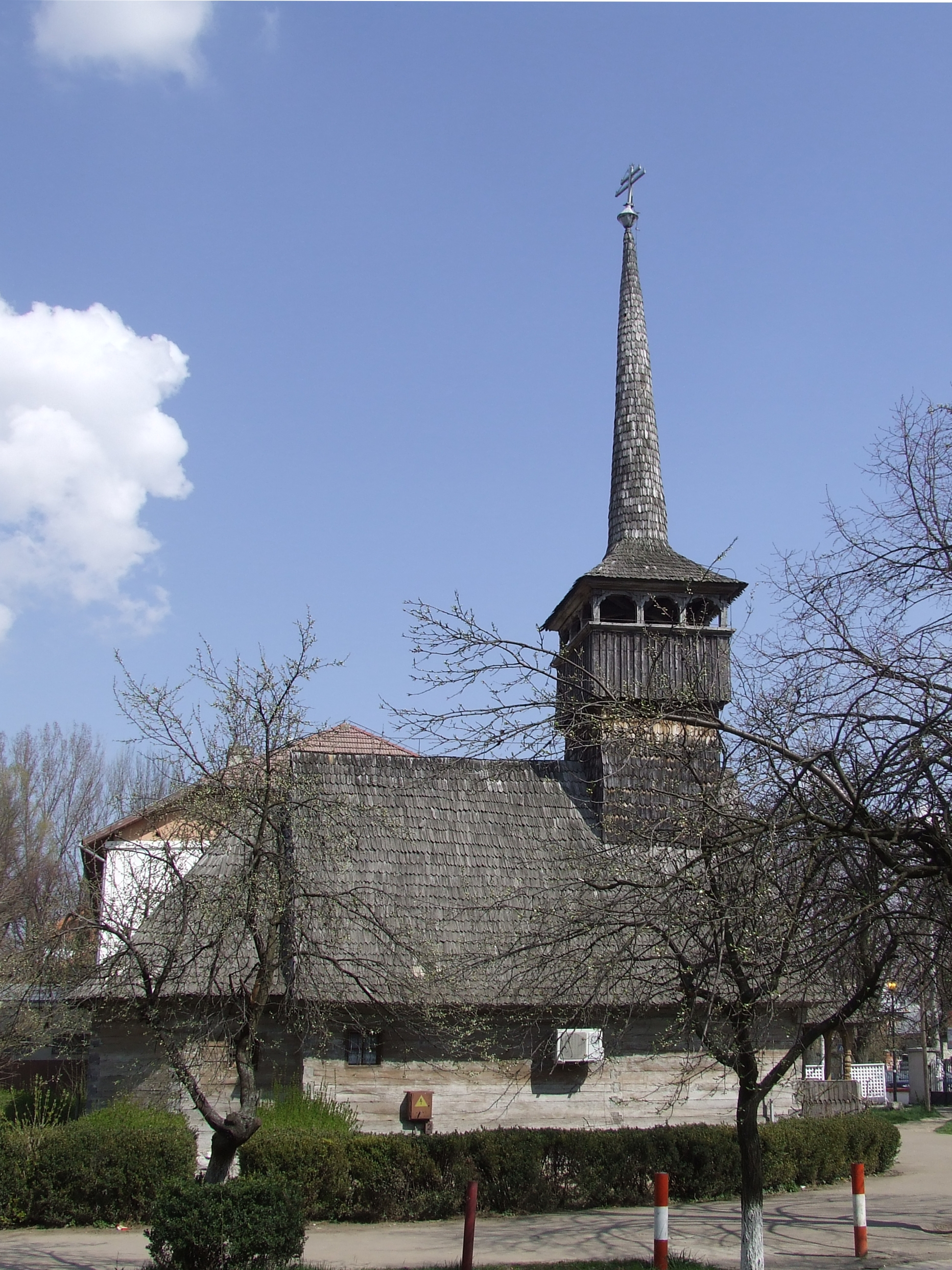
Biserica de lemn Sf. Arhangheli strămutată în incinta Universității din Oradea
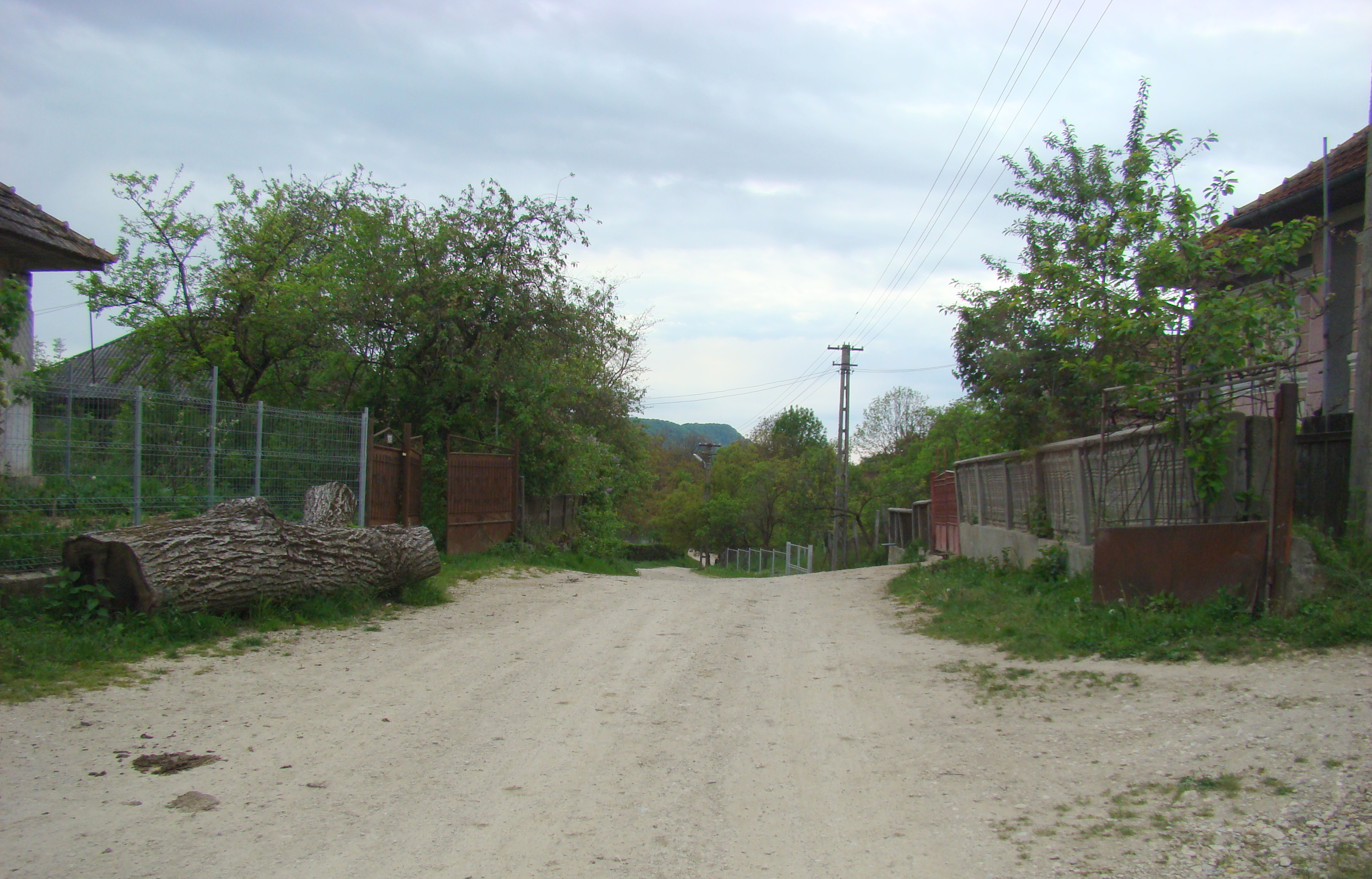
Purcăreț
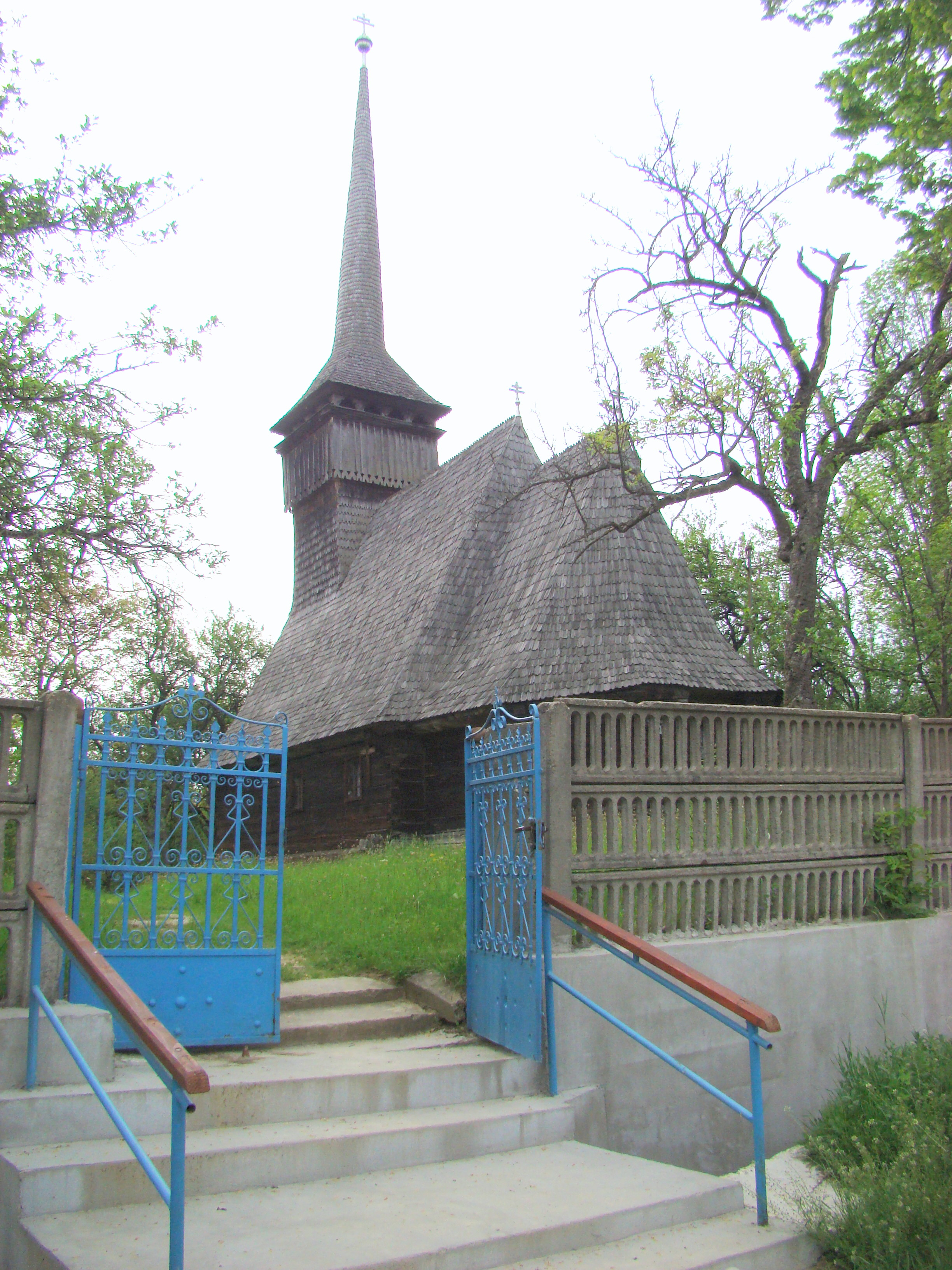
Biserica de lemn din Purcăreț
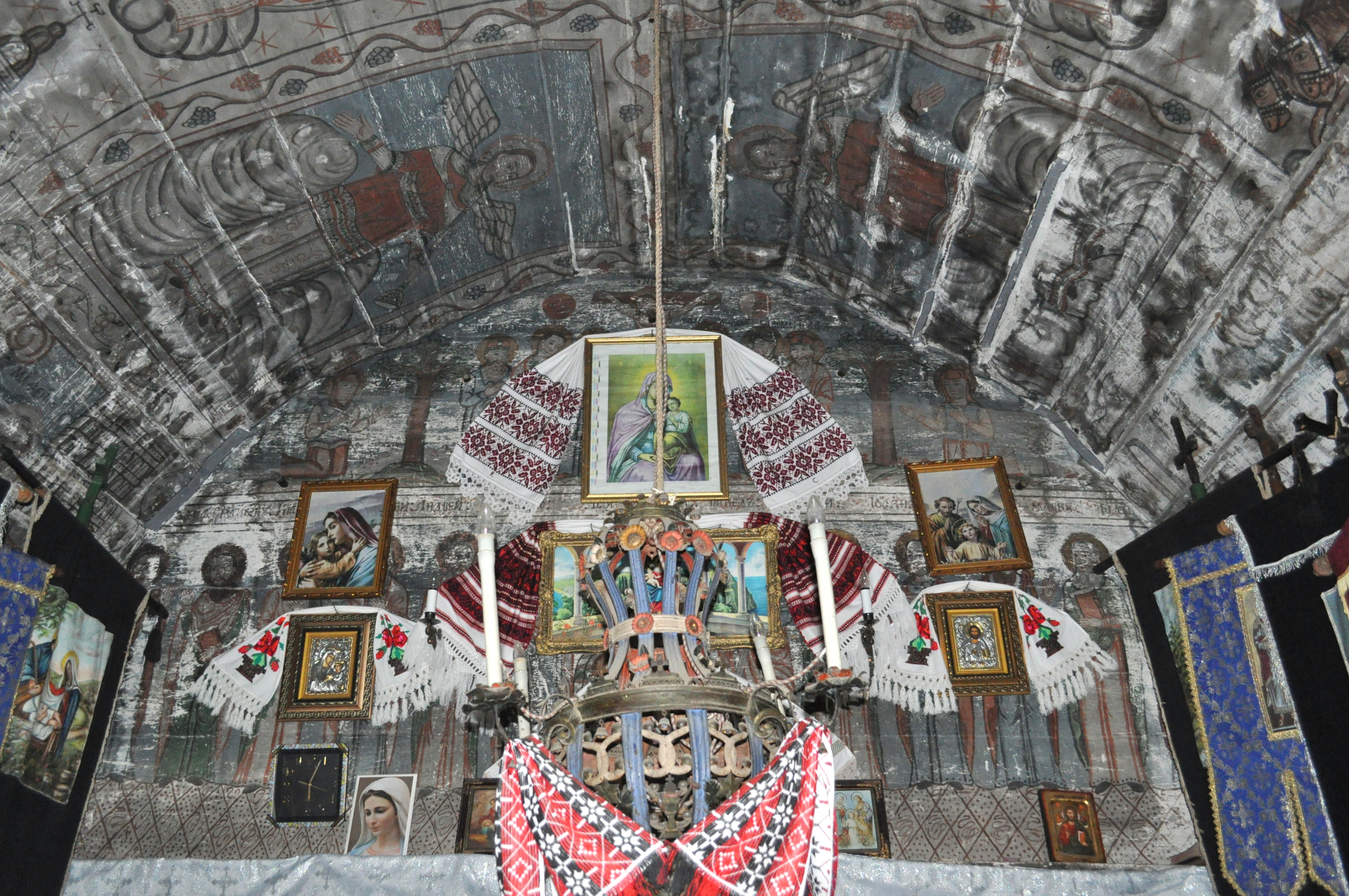
Biserica de lemn din Purcăreț
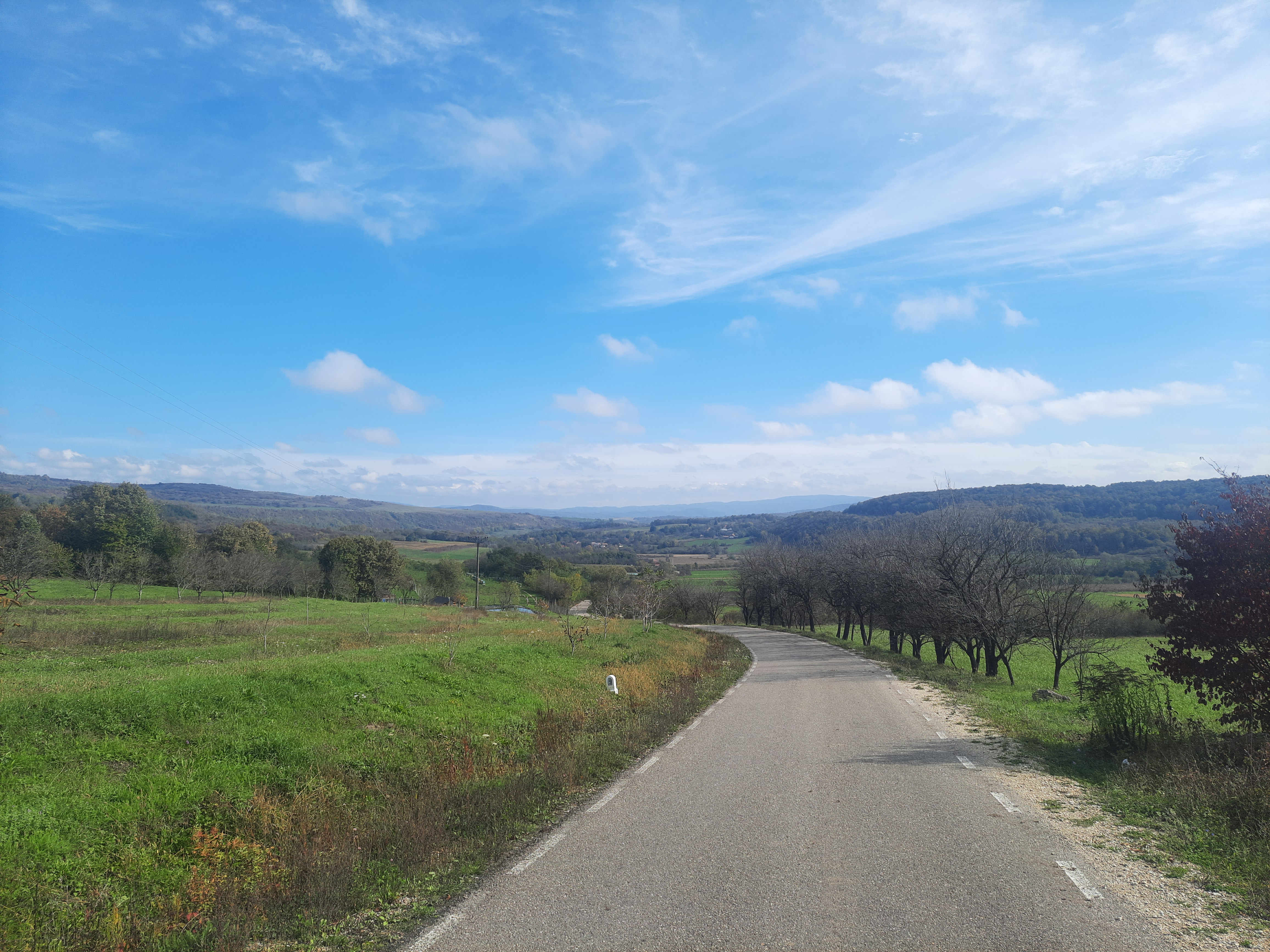
Drumul Purcăreț-Toplița
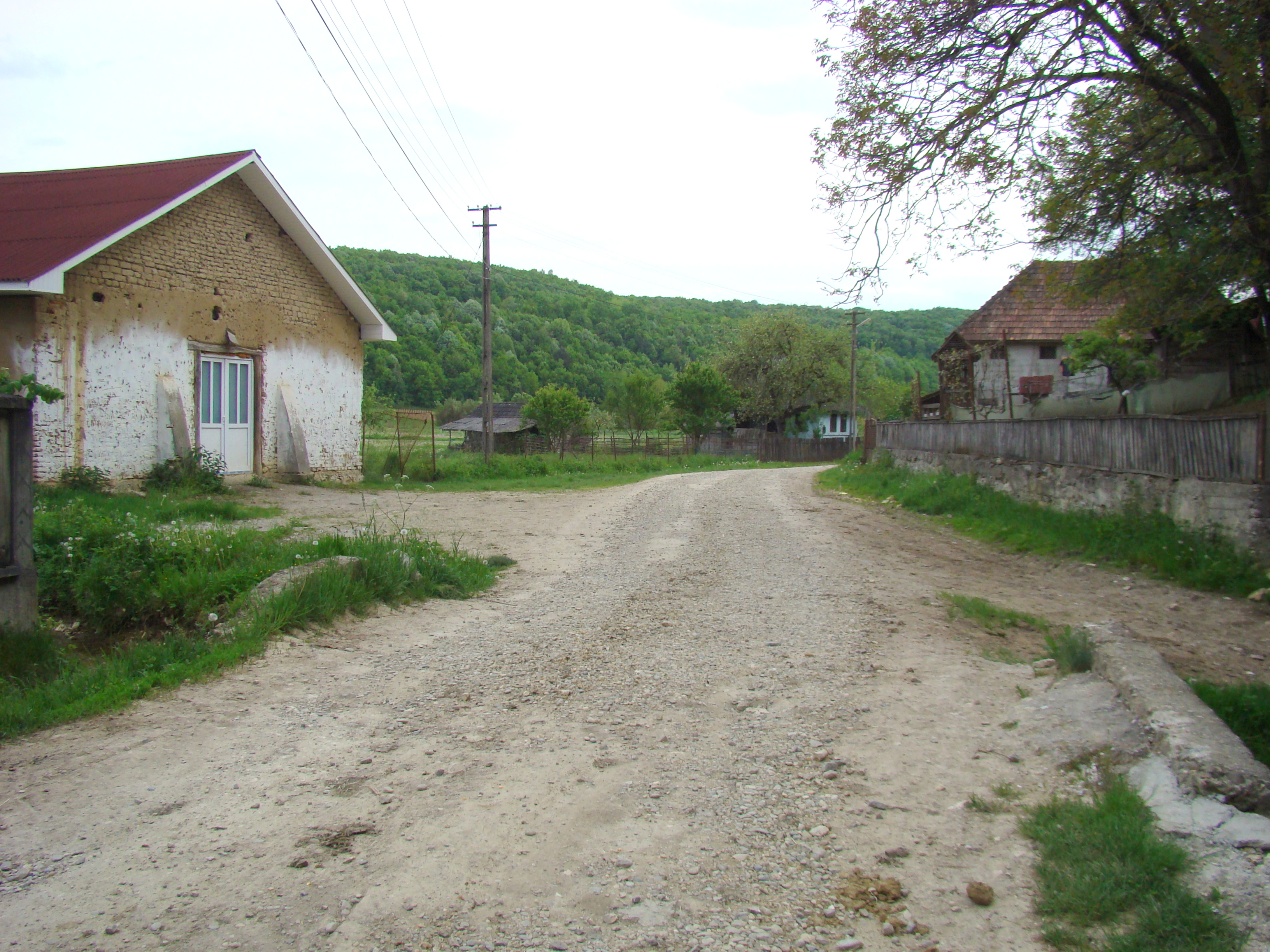
Toplița
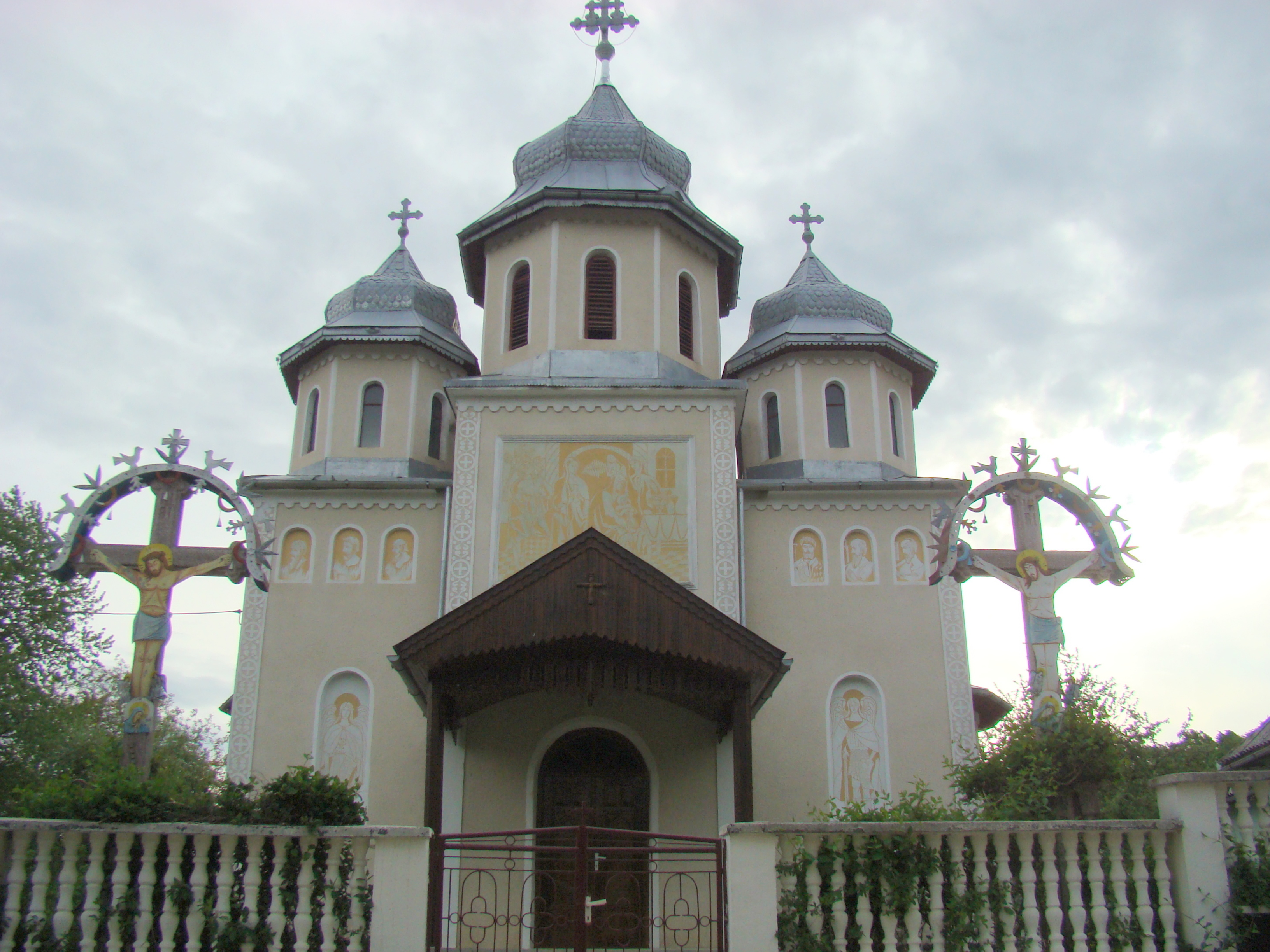
Biserica „Naşterea Maicii Domnului" din Topliţa
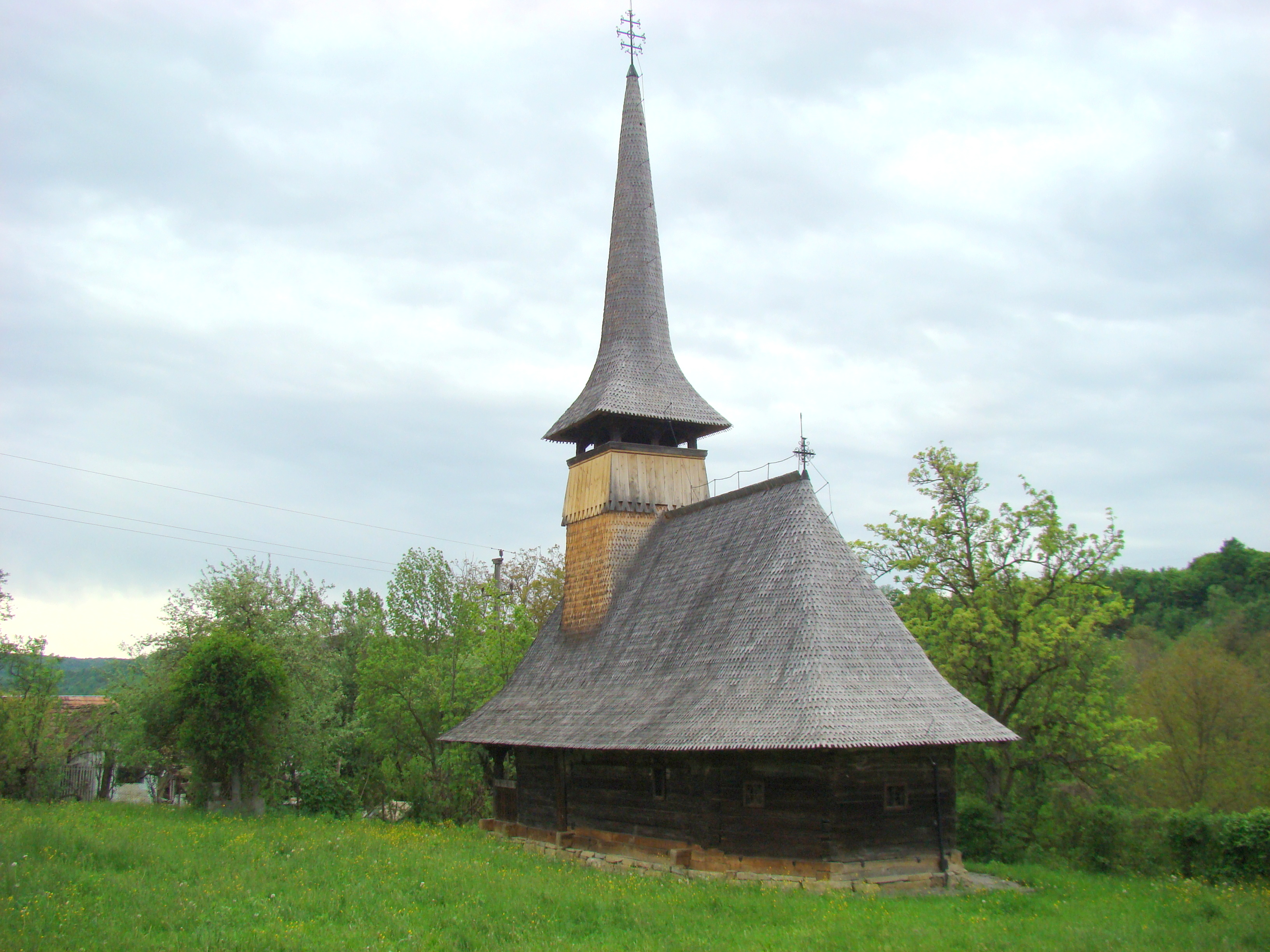
Biserica de lemn din Toplița
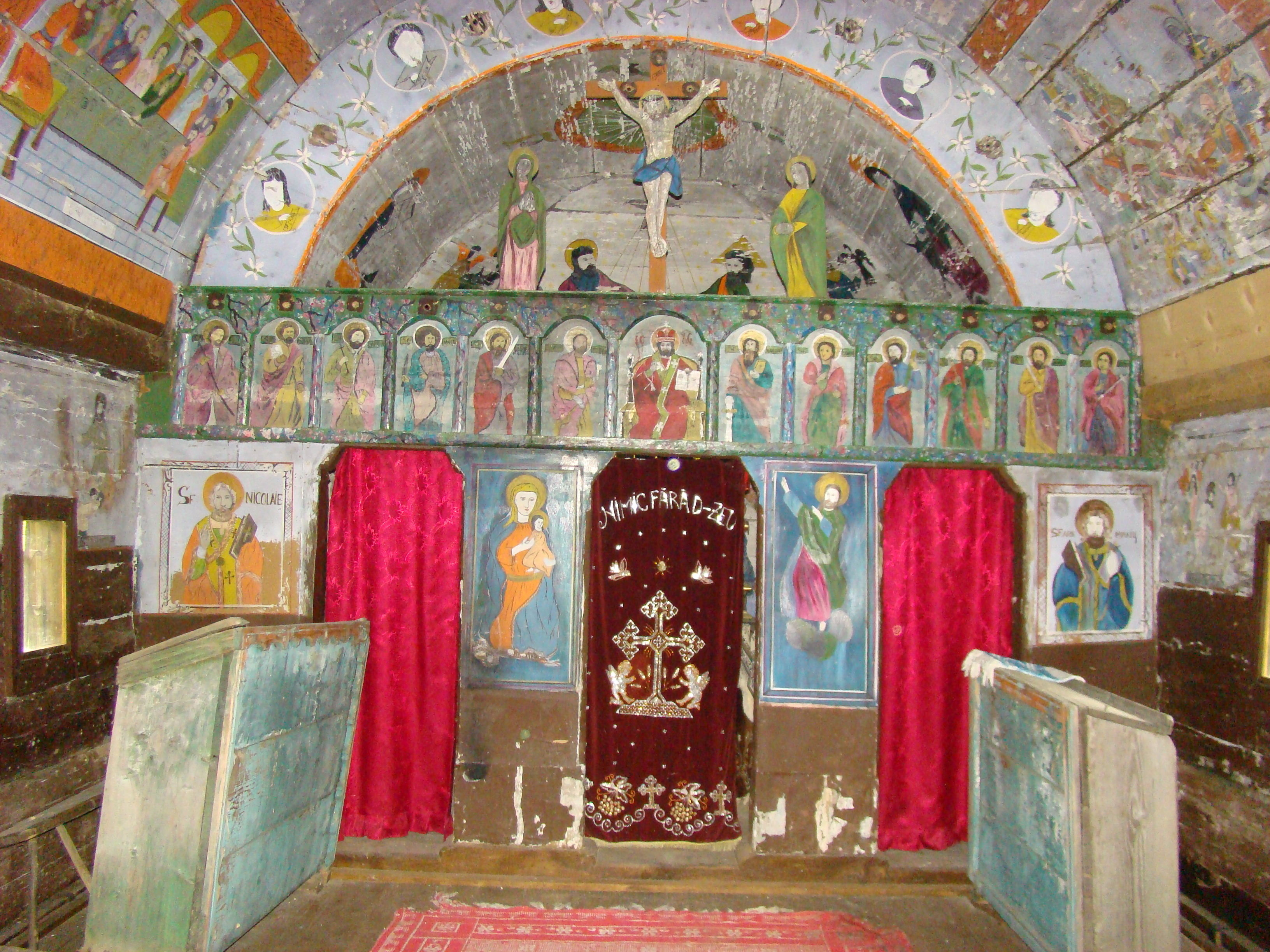
Biserica de lemn din Toplița
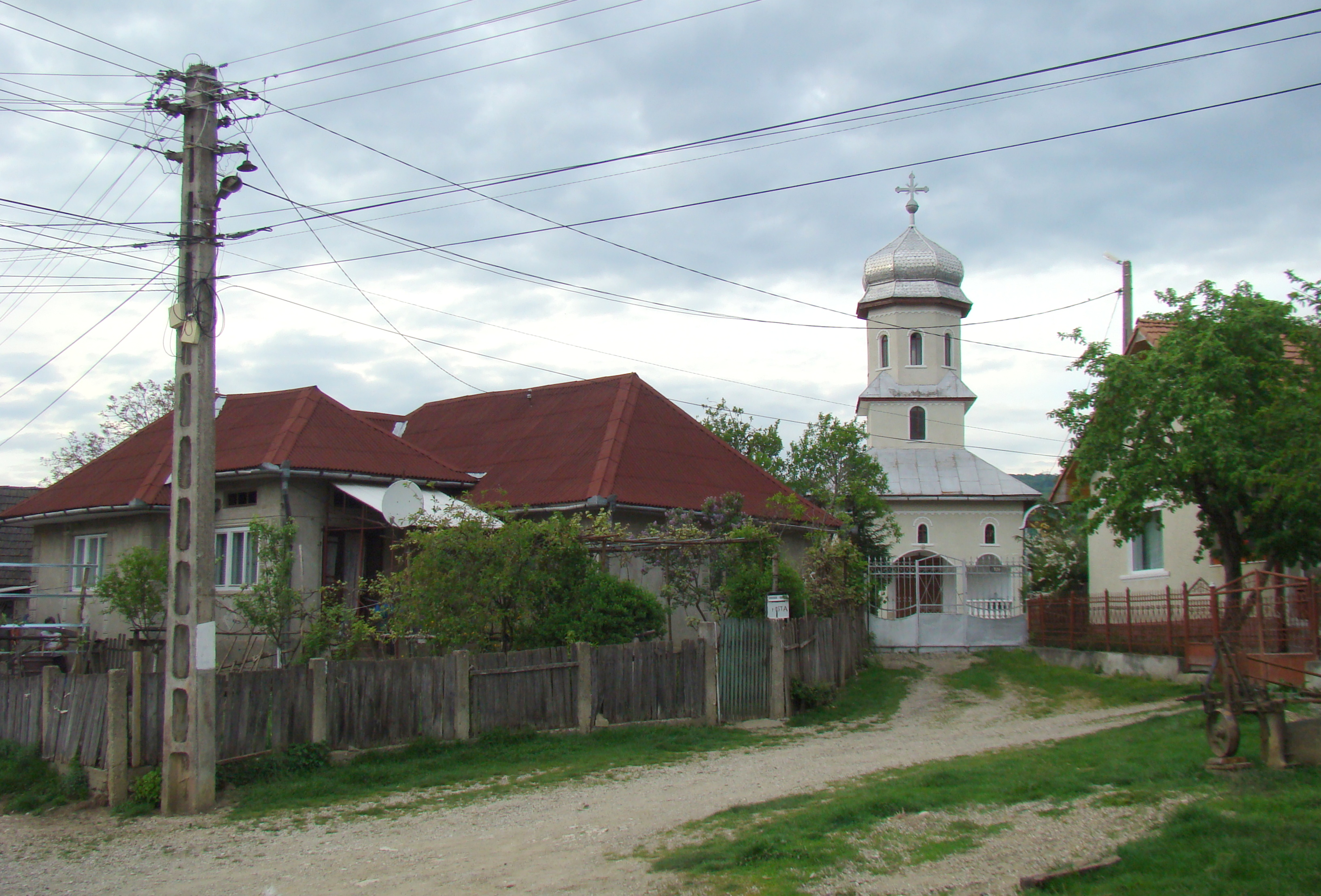
Lemniu
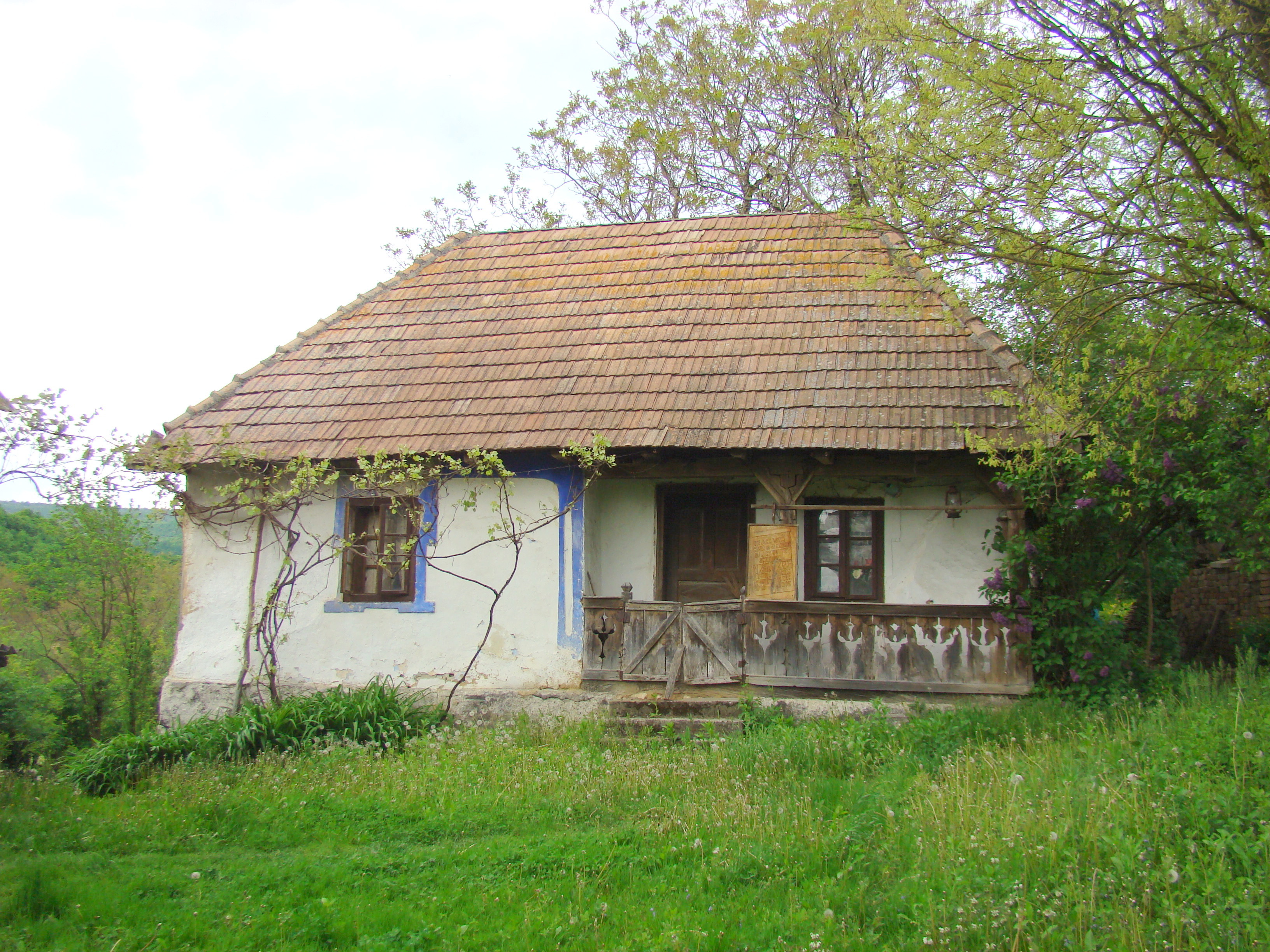
Casa memorială „Vasile Avram"
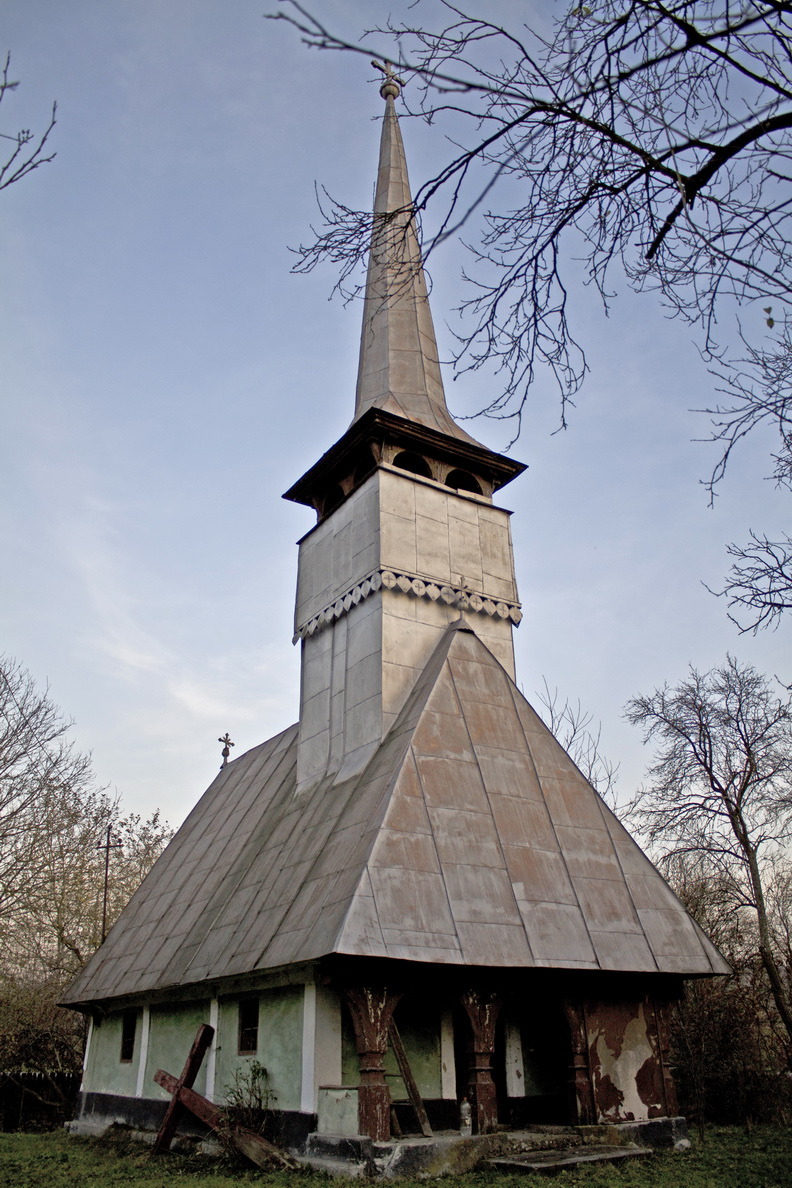
Biserica de lemn din Cuciulat